# L'Histoire de Musashi Miyamoto
Pour plus de détails, voir Fiche technique et Distribution.
L'Histoire de Musashi Miyamoto (宮本武蔵, Miyamoto Musashi) est un film japonais de Kenji Mizoguchi sorti en 1944. Le film est inspiré par un personnage célèbre de l'histoire du Japon, le fameux maître-samouraï Miyamoto Musashi.

## Synopsis
Au XVIe siècle, à l'époque d'Edo, Gen'ichirō et sa sœur Shinobu s'adressent au célèbre sabreur Miyamoto Musashi pour venger leur père, tué par le clan des Samoto. Engagé auprès d'un autre clan, Musashi ne peut, d'emblée, satisfaire leur requête.
Il leur explique aussi que les arts martiaux ne sont pas destinés à satisfaire un désir de vengeance ou de simples besoins matériels. Ils font partie d'un apprentissage spirituel conduisant à la voie de la sagesse. 
Pourtant il accepte de leur enseigner son style mais Gen'ichirō est tué ensuite par un autre grand duelliste, Sasaki Kojirō. Celui-ci défie alors Musashi qui accepte de l'affronter.

## Fiche technique
- Titre du film : L'Histoire de Musashi Miyamoto
- Titre original : 宮本武蔵 (Miyamoto Musashi?)
- Réalisation : Kenji Mizoguchi
- Scénario : Matsutarō Kawaguchi d'après le feuilleton de Kan Kikuchi
- Photographie : Minoru Miki
- Conseiller d'arts martiaux : Hiromasa Takano
- Production : Masahiro Makino
- Société de production : Shōchiku
- Pays de production :  Empire du Japon
- Langue originale : japonais
- Format : noir et blanc - 1,37:1 - 35 mm - son mono
- Genre : drame ; jidai-geki
- Durée : 55 minutes[1]
- Date de sortie : 
  - Empire du Japon : 28 décembre 1944[1]

## Distribution
- Chōjūrō Kawarasaki : Miyamoto Musashi
- Kan'emon Nakamura : Sasaki Kojirō
- Kinuyo Tanaka : Nonomiya Shinobu
- Kigoro Ikushima : Nonomiya Gen'ichirō

## Autour du film
Selon Kenji Mizoguchi, L'Histoire de Musashi Miyamoto ne présente qu'un intérêt mineur dans sa filmographie car réalisé à des fins opportunistes. Basé sur la vie d'une figure légendaire de l'histoire du Japon, le film revêt un caractère guerrier dans lequel la femme — fait exceptionnel chez le réalisateur — ne tient qu'un rôle secondaire.
Mais, avertit Jacques Lourcelles, L'Histoire de Musashi Miyamoto ne mérite pas non plus d'être trop sous-estimé : « Grâce à sa science du découpage et à son génie plastique, Mizoguchi sait déjà unir une solennité hiératique et ce sens de l'urgence, caractéristique de ses chefs-d'œuvre des années 1950. »
D'autre part, le film délivre une critique voilée du bushido, le code de l'honneur traditionnel japonais. Aux yeux du cinéaste, « ce code, imposant un idéal de vertu et de renoncement quasi inaccessible », est proprement inhumain.